# Alice Sara Ott
Alice Sara Ott (Múnic, 1 d'agost de 1988) és una pianista germanojaponesa.

## Biografia
La seva mare, japonesa, va estudiar piano a Tòquio i el seu pare, alemany, era enginyer civil. A l'edat de tres anys, després d'assistir a un concert, va decidir que volia esdevenir pianista. Va dir que «la música és el llenguatge que va més enllà que qualsevol paraula» i que volia expressar-se a través de la música. Va començar les classes de piano quan tenia quatre anys i quan en tenia 5 va arribar a la final del concurs per a joves pianistes de Múnic on va tocar en la Sala Hèrcules plena de públic.
Des dels dotze anys va estudiar al Mozarteum de Salzburg amb Karl-Heinz Kämmerling mentre continuava la seva educació primària a Múnic. Ha guanyat diversos premis en nombrosos concursos de piano, inclòs el primer premi, l'any 2004, al concurs Pianello Val Tidone. Ha fet enregistraments dels Estudis transcendentals de Franz Liszt i dels valsos de Frédéric Chopin per a Deutsche Grammophon. Actualment, fa concerts en gires per Europa, Japó i Estats Units.
S'ha guanyat crítiques elogioses per les seves interpretacions a les sales de concert més importants del món entre altres amb l'Orquestra Simfònica de Frankfurt (amb Paavo Järvi), l'Orquestra Filharmònica d'Oslo (Xian Zhang), l'Orquestra Simfònica Nacional Danesa (Thomas Dausgaard), l'Orquestra Tonkünstler Niederösterreich (Jun Märkl) i l'Orquestra Simfònica NDR (Thomas Hengelbrock).
També ha participat en les Sèries Internacionals de Piano de Londres, en el Festival de Verbier i ha fet recitals al Teatre Mariïnski, al Concertgebouw d'Amsterdam i al Centre Nacional d'Art d'Ottawa. Va fer el seu debut en el Festival de Llucana a la tardor de 2010.
La temporada 2012/13 Ott va tocar amb la Filharmònica de Múnic i l'Orquestra Simfònica NHK a Tòquio, ambdues dirigides per Lorin Maazel. També ha tocat amb l'Orquestra Filharmònica Txeca (sota Krzysztof Urbański), l'Orquestra Nacional de Bèlgica, l'Orquestra Filharmònica Real de Liverpool, l'Orquestra Beethoven de Bonn i l'Orquestra Simfònica de Barcelona, la Filharmònica de Los Angeles, les simfòniques de Chicago i Toronto, i en la temporada 2014/15 amb les simfòniques de Viena i Londres, o la Filharmònica de Múnic. Ha col·laborat amb grans mestres com Gustavo Dudamel, Pablo Heras-Casado, o Esa-Pekka Salonen, entre d'altres.
La seva germana petita, Mico Asuka Ott, també és pianista.
El febrer de 2019 Alice Sara Ott va anunciar que havia estat diagnosticada d'esclerosi múltiple.

## Premis
Ott ha guanyat molts concursos internacionals, començant amb el Jugend musiziert a Alemanya, quan tenia set anys. El 2002 va ser la finalista més jove de la Hamamatsu International Piano Competition del Japó, on va guanyar el premi a l'Artista Més Prometedora. Va guanyar el primer premi al Concurs Bach de l'any 2003, a Köthen a Alemanya, el concurs de Pianello Val Tidone del 2004, a Itàlia, i la quarta edició del concurs internacional EPTA (European Piano Teachers Association) el 2005.

## Enregistraments

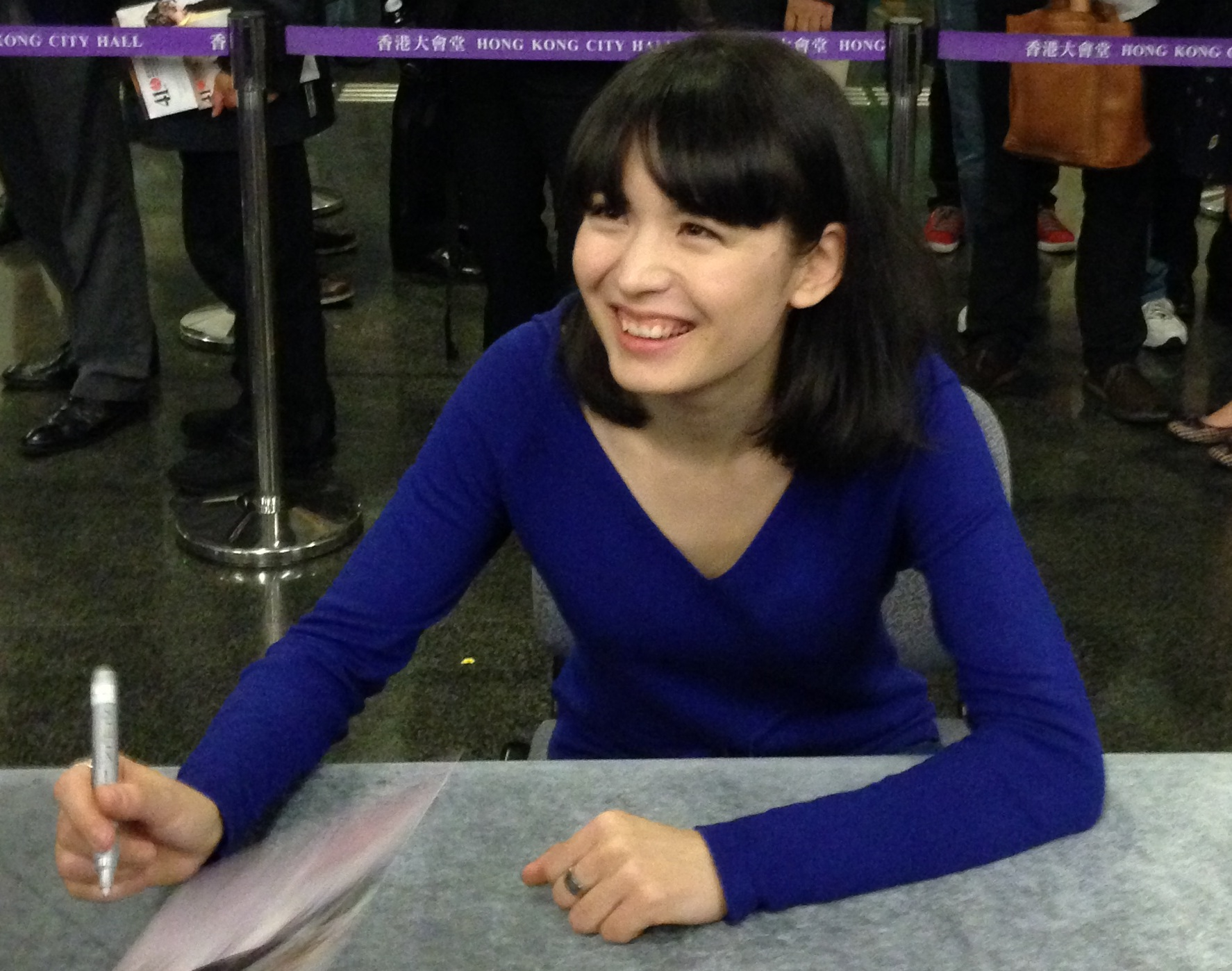
Alice Sara Ott (2013)

Pel que fa a la selecció de les obres que desitja gravar Ott indica: «Obeeix al meu instint, a les ganes del moment. No em guio per la lògica discogràfica o l'oportunisme dels aniversaris. Per a ser completament sincera, per a mi els enregistraments no són el non plus ultra. No m'interessa pontificar ni demostrar la pertinència d'una digitació. No vull ensenyar a ningú. Els meus discos són la foto d'un instant, un souvenir de la memòria, una Polaroid improvisada que em ve de gust compartir amb la gent. Per això no considero contradictori tornar a gravar certes obres una vegada i una altra.»
El seu disc dedicat a Chopin va ser núm. 1 en la llista de clàssics del Regne Unit.
Ott té un contracte d'exclusivitat amb la Deutsche Grammophon i els seus enregistraments inclouen:
- 2009 – Liszt: Estudis d'execució transcendental
- 2010 – Chopin: Valsos complets
- 2010 – Liszt: Concert per a piano núm. 1. Txaikovski: Concert per a piano núm. 1
- 2011 – Beethoven: Sonates núm. 3 en do major i núm. 21 en do major (Waldstein)
- 2013 - Mussorgski: Quadres d'una exposició; Schubert: Sonata D850
- 2014 – Scandale (amb Francesco Tristano)
- 2015 – The Chopin Project (amb Olaflur Arnalds)
- 2016 – Wonderland